# 小野純朗
小野 純朗（おの じゅんろう、1931年7月2日 - 2025年7月10日）は、日本の経営者。近畿車輛社長を務めた。

## 来歴・人物
大分県出身。1955年に東京大学工学部機械工学科を卒業し、同年に日本国有鉄道に入社。1986年1月に日本鉄道運転協会顧問に就任し、同年6月に理事、1987年7月に帝都高速度交通営団理事、1991年6月に近畿車輛専務を経て、1992年6月には社長に就任。2002年6月に相談役に就任。
2025年7月10日、老衰のために死去。94歳没。